# Burkina Faso vid världsmästerskapen i friidrott 2022
Burkina Faso tävlade vid världsmästerskapen i friidrott 2022 i Eugene i USA mellan den 15 och 24 juli 2022. Burkina Faso hade en trupp på två idrottare.

## Medaljörer
| Medalj | Idrottare            | Gren              | Datum   |
| ------ | -------------------- | ----------------- | ------- |
| Silver | Hugues Fabrice Zango | Herrarnas tresteg | 23 juli |

## Resultat

### Herrar
Teknikgrenar
| Idrottare            | Gren    | Kval    | Kval      | Final   | Final     |
| Idrottare            | Gren    | Distans | Placering | Distans | Placering |
| -------------------- | ------- | ------- | --------- | ------- | --------- |
| Hugues Fabrice Zango | Tresteg | 17,15 m | 2 0Q0     | 17,55 m | 2         |

### Damer
Teknikgrenar
| Idrottare    | Gren      | Kval    | Kval      | Final   | Final     |
| Idrottare    | Gren      | Distans | Placering | Distans | Placering |
| ------------ | --------- | ------- | --------- | ------- | --------- |
| Marthe Koala | Längdhopp | 0DNS0   | 0DNS0     | 0DNS0   | 0DNS0     |